# Iullus Antonius
Iullus Antonius (ókori Róma, i. e. 43 – ?, i. e. 2) római politikus, a plebeius Antonia gens tagja, Marcus Antonius és Fulvia Antonia kisebbik fia volt. 

## Élete
Mostohaanyja, Octavia nevelte fel Rómában. Kr. e. 30., apja és fivére, Antyllus halála után nagy kegyekben részesült mostohaanyja testvérétől, Octavianustól (a későbbi Augustus császár). Antonius felesége Marcella lett, aki Octavia lánya volt első, Caius Claudius Marcellusszal kötött házasságából. Kr. e. 13-ban praetor, Kr. e. 10-ben pedig consul lett.
Amikor fény derült rá, hogy házasságtörő viszonyt folytatott Augustus lányával, Juliával, halálra ítélték. Úgy tűnik, önkezével vetett véget életének, megelőzendő a kivégzést. A vádak között az is szerepelt, hogy összeesküvést szőtt a princeps hatalmának megdöntésére. Fiát, Lucius Antoniust halála után Massilia (Marseille) városába kényszerítették, ahol tisztes száműzetésben halt meg Kr. u. 25-ben.
Horatius egyik ódájából, melyet Iullus Antoniusnak címzett, kitűnik, hogy maga is foglalkozott költészettel.
| Elődei: Quintus Aelius Tubero és Paullus Fabius Maximus | Consul i. e. 10 collega: Fabius Maximus Africanus | Utódai: Nero Claudius Drusus és Titus Quinctus Crispinus Sulpicianus |